# Noli me tangere (Andrea del Sarto)
Il Noli me tangere è un dipinto a olio su tavola (176x155 cm) di Andrea del Sarto, databile al 1510 circa e conservato negli Uffizi di Firenze.

## Storia
L'opera fu la prima eseguita da Andrea del Sarto per la chiesa di San Gallo a Firenze da Andrea del Sarto, come ricordano l'Anonimo Magliabechiano e il Vasari, a cui seguirono l'Annunciazione e la Disputa sulla Trinità.
Con l'assedio di Firenze le opere del monastero, retto dagli Agostiniani, vennero trasferite entro le mura, per la precisione in San Jacopo tra i Fossi, infatti nel 1531 esso fu raso al suolo dalle truppe di Carlo V. Nella chiesa vennero ricostruite tutte le capelle come erano nell'altra, e il dipinto finì quindi nella cappella Morelli; un breve apostolico del 9 aprile 1532 indica come committente del dipinto Leonardo Morelli.
Nel 1557 venne sommersa circa un terzo durante l'alluvione. Anadata persa la predella, probabilmente poiché danneggiata in quell'occasione, fu rifatta a fine del XVI secolo e, in seguito staccata, si trova oggi al museo di Casa Vasari ad Arezzo.
Nel 1849, con la soppressione della chiesa e la sua trasformazione in caserma, la tavola venne ripresa dai Morelli, con la clausola che sarebbe stata fruibile per il pubblico. Tale condizione venne però disattesa e nel 1875, per vie legali, il dipinto venne confiscato ed esposto agli Uffizi. Conservata temporaneamente nei depositi, col riordino delle gallerie fiorentine venne infine destinata alla piccola collezione di opere di Andrea del Sarto e dei suoi contemporanei nel Museo del Cenacolo di Andrea del Sarto, dove è rimastra fino all'inizio del 2013. Nell'ambito del riallestimento della Sala di Michelangelo, è stata infatti trasferita di nuovo agli Uffizi.
Il riferimento a una fase giovanile dell'artista è concorde nella critica, che vi legge l'influenza della "scuola di San Marco" di Fra Bartolomeo e Mariotto Albertinelli.

## Descrizione e stile
La scena del Noli me tangere (apparizione di Cristo risorto a Maria Maddalena) è ambientata in un giardino murato, forse monastico, descritto con amorevole cura: siepi regolari delimitate da un incannicciato e spalliere di arbusti da frutto compongono gli elementi vegetali, oltre a un'enorme palma, a sinistra, che allude al martirio subito dal Cristo. Alcune figurette nel paesaggio, che si perde in lontananza nella foschia azzurrina, alludono ad altri episodi dei giorni seguenti la Resurrezione, quali le tre Maria al sepolcro e la Samaritana al pozzo.
Le figure protagoniste si stagliano in primo piano con la Maddalena a sinistra, inginocchiata e protesa, e Gesù risorto a destra, col vessillo crociato. L'iconografia e l'impostazione tradizionale, con la linea d'orizzonte al centro della tavola, con una stesura morbida e sfumata, derivata dall'esempio di Piero di Cosimo, primo maestro dell'artista. La monumentalità delle figure, isolate e ben tornite plasticamente, deriva invece dall'esempio dei colleghi attivi nel convento di San Marco e segna un netto distacco rispetto ai modi quattrocenteschi del repertorio fiorentino. Tali elementi, assieme a una certa incertezza nel raccordare il vicino e il lontano nello sfondo, dimostrano una datazione legata a una fase ancora precoce.